# Excelentíssimos
Excelentíssimos é um filme brasileiro dirigido por Douglas Duarte do gênero documental lançado em 2018.

## Enredo
O filme explora o processo de impeachment contra Dilma Rousseff, retornando as eleições presidenciais de 2014 marcada entre a polarização do Partido dos Trabalhadores (PT) e o Partido da Social Democracia Brasileira (PSDB), personificado nos políticos Dilma Rousseff e Aécio Neves.
Após o retrospecto para as eleições, o longa trata os embates do impeachment em que movimentos de direita e partidos que anteriormente apoiaram o PT como o Movimento Democrático Brasileiro (PMDB), uniram-se para dar prosseguimento ao processo. Neste segmento apresentam-se nomes como o da advogada Janaina Paschoal e dos tucanos Fernando Henrique Cardoso (PSDB) e Aloysio Nunes (PSDB).
Do lado dos defensores de Dilma Rousseff, o longa mostra as articulações do parlamentar Silvio Costa (Avante), do advogado vinculado ao PT José Eduardo Cardozo (PT) e do ex-presidente Luiz Inácio Lula da Silva (PT) para que conseguissem barrar o impeachment na Câmara dos Deputados.

## Lançamento
O longa foi lançado no Festival de Brasília de 2018. Após a estreia, o filme também foi exibido no Festival do Rio no mesmo ano.

## Recepção da crítica
Eduardo Escorel, da revista Piauí, fez crítica negativa ao filme e afirmou que: "prejudicado pelo atraso em vir a público, pesam ademais contra Excelentíssimos sua indefinição de rumo, ausência de reflexão crítica e falta de discernimento na seleção do que incluir ou excluir do filme".
Naief Haddad, do jornal paulista Folha de S.Paulo, deu duas estrelas de cinco ao filme e anotou que: "o grande filme sobre o impeachment de Dilma ainda está para ser feito".
Luiz Zanin, do O Estado de S. Paulo, fez crítica positiva ao longa afirmando que: "embora redundante e carente de montagem mais rigorosa, sem dúvida revela-se necessário e didático. Deve ser visto, por mais repulsa que cause".
Bruno Carmelo, do portal AdoroCinema, classificou o filme como 'ruim' anotando que: "sem argumentos de ordem lógica, acaba por fomentar a histeria dos nossos tempos polarizados: dentro da sala de cinema, as pessoas gritavam ferozmente com a tela, aplaudindo seus heróis e vaiando seus vilões. Os espectadores desta atípica sessão agiam como num culto".